# Yves Giraud-Cabantous
Marius Aristide Yves Giraud, che correva con lo pseudonimo di "Yves Giraud-Cabantous" (Parigi, 8 ottobre 1903 – Parigi, 30 marzo 1973), è stato un pilota automobilistico francese di Formula 1.

## Carriera
Giraud-Cabantous ha l'onore di partecipare alla prima gara della Formula 1 moderna, il 3 British Grand Prix disputato il 13 maggio 1950 sul circuito di Silverstone. Il pilota francese, a bordo di una Talbot-Lago T 26C-DA Talbot della Automobiles Talbot-Darracq SA scatta dalla sesta posizione in griglia, per poi giungere 4º, a due giri dal vincitore Nino Farina. Questa resterà la sua migliore prestazione della carriera in Formula 1.
È morto nel 1973 e venne sepolto presso il cimitero di Ivry-sur-Seine.

## Statistiche carriera Formula 1
In totale Giraud-Cabantoud ha disputato, tra il 1950 ed il 1953, 13 gran premi. I ritiri sono stati 5 (equivalenti al 38,5 % delle gare disputate), mentre i piazzamenti in zona punti sono 2 (15,4 %) per un totale di 5 punti (0,38 punti/gara). Giraud-Cabantous percorre nei 13 gran premi 522 giri sui 752 teorici (69,4 %); la posizione media in qualifica è la dodicesima (migliore qualifica: 5º gran premio di Francia 1950), mentre in gara, nelle 8 occasioni in cui è stato classificato, la posizione media è stata la nona.
Il pilota transalpino figura due volte nella graduatoria mondiale: nel 1950, 14º con 3 punti, e nel 1951, 18º con 2 punti.

## Risultati in Formula 1
| 1950 | Scuderia                      | Vettura |   |  |  |     |     |   |  |  |  | Punti | Pos. |
| ---- | ----------------------------- | ------- | - |  |  | --- | --- | - |  |  |  | ----- | ---- |
| 1950 | Automobiles Talbot-Darracq SA | T26C-DA | 4 |  |  | Rit | Rit | 8 |  |  |  | 3     | 14º  |

| 1951 | Scuderia       | Vettura          |     |  |   |   |  |     |   |     |  | Punti | Pos. |
| ---- | -------------- | ---------------- | --- |  | - | - |  | --- | - | --- |  | ----- | ---- |
| 1951 | Pilota privato | Talbot-Lago T26C | Rit |  | 5 | 7 |  | Rit | 8 | Rit |  | 2     | 18º  |

| 1952 | Scuderia  | Vettura |  |  |  |    |  |  |  |  |  | Punti | Pos. |
| ---- | --------- | ------- |  |  |  | -- |  |  |  |  |  | ----- | ---- |
| 1952 | HW Motors | HWM 52  |  |  |  | 10 |  |  |  |  |  | 0     |      |

| 1953 | Scuderia  | Vettura |  |  |  |  |    |  |  |  |    | Punti | Pos. |
| ---- | --------- | ------- |  |  |  |  | -- |  |  |  | -- | ----- | ---- |
| 1953 | HW Motors | HWM 53  |  |  |  |  | 14 |  |  |  | 15 | 0     |      |

| Legenda | 1º posto     | 2º posto | 3º posto    | A punti         | Senza punti/Non class.  | Grassetto – Pole position Corsivo – Giro più veloce |
| Legenda | Squalificato | Ritirato | Non partito | Non qualificato | Solo prove/Terzo pilota | Grassetto – Pole position Corsivo – Giro più veloce |